# ليه كين
ليه كين (بالإنجليزية: Les Cain)‏ هو لاعب كرة قاعدة أمريكي، ولد في 13 يناير 1948 في سان لويس أوبيسبو في الولايات المتحدة.

## وصلات خارجية
- ليه كين على موقعبيزبول رفرنس.كوم (الدوري الرئيسي) (الإنجليزية)
- ليه كين على موقع جمعية أبحاث البيسبول الأمريكية (الإنجليزية)